# Graine de pavot
La graine de pavot est une graine oléagineuse produite par le Pavot somnifère (Papaver somniferum). Il existe deux espèces de pavots somnifères : le pavot blanc (le latex extrait de ses graines donne l'opium), et le pavot bleu dont les graines, de couleur bleue, sont utilisées comme épice ou fournissent une huile alimentaire, l'huile d'œillette.

## Bienfaits
La consommation des graines améliore le sommeil en favorisant l'endormissement. Les graines sont, de plus, très riches en acides gras insaturés (omégas 3, 6 et 9) qui contribuent à la bonne santé du système cardiovasculaire. Elles contiennent du zinc, un antioxydant utile pour la protection des cellules, et du magnésium.